# Stepan Gedeonov
Stepan Aleksandrovitj Gedeonov (ryska: Степан Александрович Гедеонов), född 13 juni (gamla stilen: 1 juni) 1816 i Sankt Petersburg, död där 27 september (gamla stilen: 15 september) 1877, var en rysk författare.
Gedeonov var direktör för Eremitaget och de kejserliga teatrarna i Sankt Petersburg. Han författade två arbeten rörande den varjagiska frågan, O varjazjskom voprose (Om varjagiska frågan, 1862) och Varjagi i Rus (två delar, 1876), som trots ensidighet och brist på vetenskaplig metod uppvisar lärdom.